# Odoardo Vicinelli
Odoardo Vicinelli (1684 Řím – 1755 Řím) byl italský malíř – figuralista náboženských a mytologických obrazů pozdního baroka, činný převážně v Římě.

## Kariéra

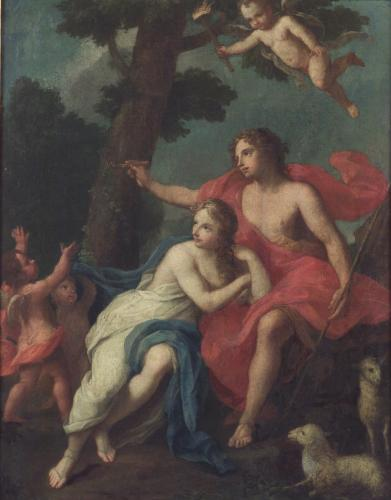
Vicinelli: Angelika a Medoro

Vyučil se ve Florencii u Giovanniho Marii Morandiho. V Římě v Akademii svatého Lukáše spolupracoval s Pietrem Nellim. Osvojil si dynamické kompozice s postavami patetických gest, výrazný pestrý kolorit postupně zjemňoval do rokokových poloh. Pracoval převážně v Římě, jednak pro zákazníky papežského okruhu, pro církevní řády, často pro jezuity. Namaloval pro ně několik řádových patronů: Madona s dítětem a sv. Ignácem z Loyoly, Sv. František Borgiáš, sv. Stanislav Kostka, sv. Alois Gonzaga, sv. František Xaverský, ale také nové postavy římského martyrologia, jako byl blahoslavený Claudio Acquaviva (Sermoneta, diecézní muzeum). Přesto jeho nejslavnějším obrazem je světské téma "Angelika a Medoro", dvojice milenců z renesančního eposu Ludovica Ariosta Zuřivý Roland. Jediný známý portrét od Vicinelliho se dochoval pouze v grafickém provedení.

## Obrazy pro Prahu
Podle účetní knihy výdajů za proces svatořečení Jana Nepomuckého z let 1725–1729 (dochované ve Strahovské knihovně) byly u Vicinelliho objednány dva obrazy s Janem Nepomuckým, a to "Gloria" a "Martyrium". Zápisy objevila a roku 1993 publikovala historička česko-německého původu Johanna von Herzogenberg, až do té doby byl za autora považován Agostino Masucci. Vicinelli dodal oba obrazy do Prahy postupně, ale včas ke slavnosti Janova svatořečení roku 1729 a byly zavěšeny v katedrále sv. Víta. K obrazu martyria (Svržení sv. Jana Nepomuckého do Vltavy) se dochovala mědirytina, na níž je pod mostem vidět dvě alegorické postavy řek, které podle nápisu pod rytinou říkají:Tibera a Vltava gratulují.